# Pristomerus laticeps
Pristomerus laticeps là một loài tò vò trong họ Ichneumonidae.